# Egito nos Jogos Olímpicos de Verão de 2016
Egito participou dos Jogos Olímpicos de Verão de 2016, que foram realizados na cidade do Rio de Janeiro, no Brasil, de 5 de agosto até 21 de agosto de 2016.
A atleta Sara Ahmed ganhou a medalha de bronze no Levantamento de peso até 69 kg feminino no dia 10 de agosto de 2016, levantando 255kg. 
A atleta Hedaya Wahba ganhou a medalha de bronze no Taekwondo até 57kg feminino no dia 19 de agosto de 2016, com vitória de 1 a 0 sobre a belga Raheleh Asemani.  
O atleta Mouhamed Mahmoud ganhou a medalha de bronze no Levantamento de peso até 77 kg masculino no dia 11 de agosto de 2016, levantando 361kg. 

## Natação
| Atleta       | Prova           | Eliminatórias | Eliminatórias | Semifinal | Semifinal | Final       | Final       |
| Atleta       | Prova           | Tempo         | Pos.          | Tempo     | Pos.      | Tempo       | Pos.        |
| ------------ | --------------- | ------------- | ------------- | --------- | --------- | ----------- | ----------- |
| Farida Osman | 100 m borboleta | 57,83         | 11º           | 58,26     | 11º       | Não avançou | Não avançou |

| Atleta          | Prova       | Eliminatórias | Eliminatórias | Semifinal | Semifinal | Final       | Final       |
| Atleta          | Prova       | Tempo         | Pos.          | Tempo     | Pos.      | Tempo       | Pos.        |
| --------------- | ----------- | ------------- | ------------- | --------- | --------- | ----------- | ----------- |
| Ahmed Akram     | 400 m livre | 3:49,46       | 27º           | —         | —         | Não avançou | Não avançou |
| Marwan Elkamash | 400 m livre | 3:47,43       | 16º           | —         | —         | Não avançou | Não avançou |